# Odprawa posłów greckich (opera)
Odprawa posłów greckich – jednoaktowa opera Witolda Rudzińskiego skomponowana w roku 1962 do libretta opartego na motywach zaczerpniętych z tragedii Jana Kochanowskiego Odprawa posłów greckich. Polska prapremiera odbyła się w Krakowie, w roku 1966, w Miejskim Teatrze Muzycznym (na scenie Teatru im. Juliusza Słowackiego) w reżyserii Lidii Zamkow, pod kierownictwem muzycznym Kazimierza Korda.

## Dyskografia
- Witold Rudziński, Odprawa posłów greckich ; Wariacje i Fuga na perkusję solo, Nagrano w Filharmonii Narodowej w Warszawie, 24-31.01.1966 r. pod dyr. Antoniego Wicherka, Mastering CD, PN Muza, PNCD 384. 1998 rok (CD-ROM)
- Witold Rudziński, Odprawa posłów greckich. PN Muza XL 292 1966 rok (płyta DDR)

## Źródła
- Streszczenie libretta w bazie e-teatr
- Premiera i pozostałe wystawienia opery [w bazie e-teatr]